# Happy Sweden
Pour plus de détails, voir Fiche technique et Distribution.
Happy Sweden (De ofrivilliga) est un film suédois de Ruben Östlund présenté au Festival de Cannes 2008 dans la section Un certain regard le 19 mai 2008. Le film est sorti en salles en France le 29 avril 2009 et en Belgique le 7 octobre 2009. Sur le thème du comportement de groupe, il montre cinq histoires parallèles. Le film est entièrement conçu en plans-séquences. Ceci est lié à l'expérience de réalisateur de film de ski d'Ostlund. La scène la plus longue dure sept minutes. Le film a été globalement bien reçu. Il a remporté plusieurs prix dans des festivals internationaux et a été nommé cinq fois aux Guldbagge Awards, décernés par L'institut Suédois du Film. Il a aussi été sélectionné pour représenter la Suède à la 82e cérémonie des Oscars.

## Synopsis
Quelques tranches de vie en Suède, seul lien apparent entre elles. Une soirée d'anniversaire qui tourne mal ; deux adolescentes bimbo se heurtant à leurs limites ; une jeune enseignante en proie au doute ; un conducteur de bus plus qu'intègre ; une bande d'amis ivres qui se confrontent.

## Fiche technique
- Titre original : De ofrivilliga
- Réalisation : Ruben Östlund
- Scénario : Ruben Östlund et Erik Hemmendorff
- Montage : Ruben Östlund
- Photographie : Marius Dybwad Brandrud
- Musique : Benny Andersson
- Son : Jens De Place Björn
- Mixage son :  Owe Svensson
- Pays d'origine :  Suède
- Production :
  - Producteur : Erik Hemmendorff
  - Production :  Plattform Produktion
  - Coproduction :  Film I Väst et  Sveriges Television
- Distribution : 
  -  France : KMBO
- Dates de sortie : 
  -  France : 19 mai 2008 (Festival de Cannes dans la section Un certain regard)
  -  France : 29 avril 2009 en salles
  -  Belgique : 7 octobre 2009 en salles

- Format : Couleurs - 1,85:1 - 35 mm
- Durée : 98 minutes

## Distribution
- Villmar Björkman : Villmar
- Linnea Cart-Lamy : Linnea
- Leif Edlund : Leif
- Sara Eriksson : Sara
- Lola Ewerlund : Lola
- Hanna Lekander : Hanna
- Olle Liljas : Olle
- Maria Lundqvist : Maria
- Cecilia Milocco : Cecilia
- Simeon Nordius : Sonen
- Henrik Vikman : Henrik
- Vera Vitali : Vera

## Distinctions

### Nominations
- Sélection officielle au Festival de Cannes 2008 dans la section Un certain regard

## Thèmes
- Les contradictions de la société suédoise.
- Le rapport du groupe à l'individu.